# (29587) 1998 FR69
A (29587) 1998 FR69 a Naprendszer kisbolygóövében található aszteroida. A LINEAR projekt keretében fedezték fel 1998. március 20-án.